# Marine militari di Stati senza sbocco al mare
Una marina militare di uno Stato senza sbocco al mare è una forza navale gestita da uno Stato che non ha una costa. Mentre questi Stati non possono sviluppare una marina in mare aperto, possono comunque schierare forze armate per pattugliare le acque interne: laghi e fiumi. Tali forze sono dette flottiglie fluviali.
Il motivo per cui un Paese senza sbocco sul mare può decidere di istituire una marina anche come forza indipendente dipende dal fatto che fiumi o laghi possono ricoprire un ruolo essenziale per le comunicazioni, il commercio, l'economia o la difesa del Paese, e quindi vanno pattugliati. Inoltre un fiume o un lago possono essere sfruttati anche per gestire spostamenti di unità militari: da qui la necessità per le forze armate di disporre di mezzi adatti.
 Altre volte un fiume o un lago forma un confine nazionale, che quindi dovrà essere protetto e pattugliato. Caso emblematico è rappresentato dai Paesi intorno al Mar Caspio che hanno diverse rivendicazioni sullo sfruttamento delle sue risorse: ciò li ha spinti a sviluppare forze navali per tutelare i rispettivi interessi.
Le imbarcazioni più comuni sono quelle di pattuglia, medio-piccole, usate per il controllo delle acque. Alcune marine di Stati senza sbocco sul mare possiedono però anche mezzi idonei al trasporto di truppe o veicoli, consentendo alle forze di terra di attraversare o viaggiare lungo un lago o un fiume.
Le flottiglie fluviali o lacustri non sono limitate ai soli Stati senza sbocco sul mare. Molti Stati con fiumi o laghi navigabili ne dispongono: possono far parte della marina militare del Paese (ad esempio la Flottiglia del Caspio in Russia) o rappresentare una forza autonoma (ad esempio la US Coast Guard, che si occupa di monitorare anche le acque interne).

## Stati senza sbocco sul mare che mantengono una forza navale autonoma

### Azerbaigian
Le Forze navali dell'Azerbaigian sono la componente navale delle forze armate dell'Azerbaigian ed operano sul Mar Caspio: questo, non essendo collegato ad alcun oceano tramite una via d'acqua naturale rende tecnicamente il Paese come senza sbocco sul mare. 
L'Azerbaigian dispone di una lunga linea costiera affacciata sul bacino interno del Mar Caspio, ricca di risorse naturali da sfruttare; dopo l'indipendenza acquisita dall'Unione Sovietica nel 1991, quindi, il Paese istituì una propria forza navale militare, ereditando una cospicua frazione del naviglio della Flottiglia del Caspio sovietica. Nel 2003, il canale Volga-Don è stato utilizzato per consegnare un cutter donato dal governo degli Stati Uniti alla Marina azera.

### Bolivia
L'Armada Boliviana è la marina militare dello Stato sudamericano della Bolivia, componente navale delle forze armate nazionali. La Bolivia perse l'accesso all'Oceano Pacifico durante la Guerra del Pacifico del 1879. Nel 1963, il Governo boliviano istituì una forza d'acqua dolce (Fuerza Fluvial y Lacustre) per pattugliare il Lago Titicaca e i fiumi più grandi della Bolivia, composta da quattro motovedette acquistate dagli Americani e 1 800 persone reclutate dall'esercito. Questa forza navale, ribattezzata Forza navale boliviana nel 1966, raggiunse una forza di 5 000 persone nel 2022. L'Armada mantenne inoltre una simbolica presenza nei mari aperti acquistando, nel 1977, la Libertador Simón Bolívar, una nave da carico da 9000 tonnellate di dislocamento di origine venezuelana impiegata poi in crociere di addestramento e di rappresentanza facendo scalo in porti amici in Perù ed Argentina. Nel 1968 fu attivata una componente di aviazione navale (Aviación de la Fuerza Naval Boliviana). 
L'Armada Boliviana è diretta da uno stato maggiore con sede a La Paz ed un'articolazione territoriale basata su sei distretti navali (Distritos Navales) e tre aree navali (Areas Navales). Per i Boliviani, la Marina boliviana è un simbolo del fatto che il Paese non ha rinunciato a riconquistare l'accesso perduto al mare.

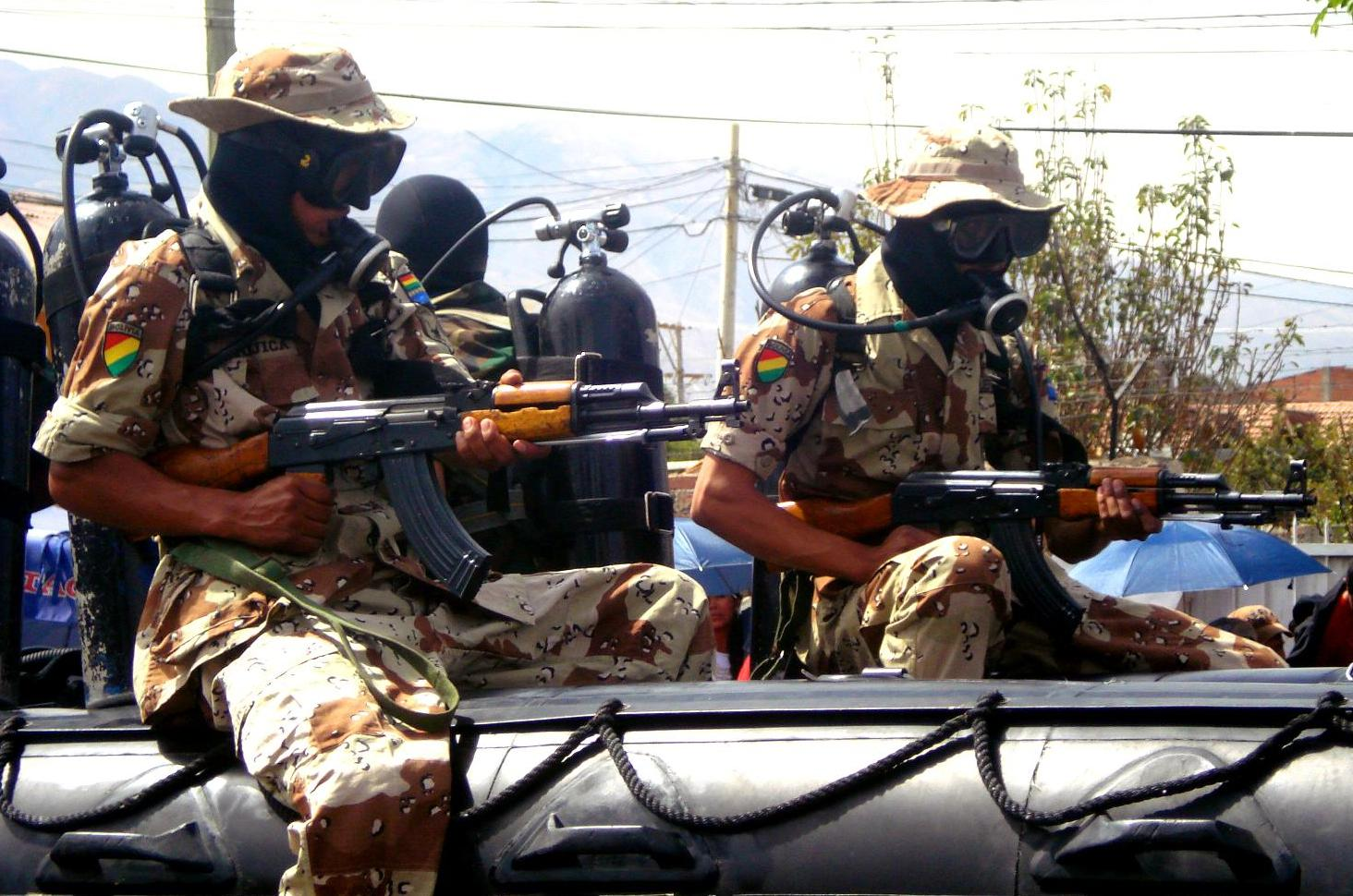
Fanteria navale boliviana su gommoni.

### Kazakistan
Benché sia il più esteso Stato senza sbocco al mare del mondo, il Kazakistan creò a partire dal 1993 una piccola forza navale per il presidio della linea costiera affacciata sul bacino interno del Mar Caspio. La marina kazaka è la componente più piccola e meno importante delle forze armate nazionali (Qazaqstan Respwblïkası Qarwlı Küşteri), ed è equipaggiata principalmente di unità leggere adatte all'impiego costiero.

### Laos
La Marina Popolare del Laos è la marina militare del Laos, fondata nel 1975 con i resti della Royal Lao Navy. Attualmente opera con motovedette sul fiume Mekong, che ha un ruolo importante nella geografia del Paese: oltre ad essere un'importante via di trasporto, costituisce una porzione rilevante del confine laotiano, perciò la marina è fondamentale per controllo della frontiera. La marina, alla metà degli anni novanta del ventesimo secolo, aveva una forza di circa 500 membri, ed una flotta di circa cinquanta imbarcazioni di pattuglia fluviali.
Quasi tutti gli ufficiali della marina venivano addestrati nell'accademia navale vietnamita.

### Paraguay
L'Armada Paraguaya è la marina militare dello Stato sudamericano del Paraguay, componente navale delle forze armate nazionali (Fuerzas Armadas de Paraguay). Benché il Paraguay sia, insieme alla Bolivia, l'unico Stato dell'America meridionale senza sbocco al mare, il Paese possiede una vasta rete fluviale rappresentata dal bacino del fiumi Paraguay e Paraná, importanti per il commercio e le comunicazioni internazionali; conseguentemente, fin dalla sua indipendenza nel 1811 il Paese ha creato una piccola forza navale militare, dotata di imbarcazioni armate per il pattugliamento dei corsi d'acqua interni. 
Tra il 1932 e il 1935 l'Armada diede un importante contributo alla vittoria paraguaiana nella guerra del Chaco contro la Bolivia, trasportando truppe e fornendo appoggio di fuoco ai reparti dell'esercito; le unità della Marina furono inoltre più volte impegnate nei numerosi conflitti interni allo stesso Paraguay, come la guerra civile del 1922-1923, la guerra civile del 1947 e il colpo di Stato del 1989. 
Al 2022 i circa 5000 effettivi in servizio nei ranghi dell'Armada Paraguaya (tra cui 300 uomini del servizio aeronautico navale e 800 fanti di marina) dipendono da un quartier generale (Comando de la Armada o COMAR) situato ad Asunción, con uno stato maggiore e otto dipartimenti amministrativi. L'articolazione territoriale prevede sei zone navali (Areas Navales) con comando a Puerto Sajonia e Puerto Bahía Negra (bacino del fiume Paraguay), Salto del Guairá, Ciudad del Este, Encarnación e Itá Pirú (bacino del fiume Paraná); il COMANAV controlla due basi aeree, entrambe situate alla periferia di Asunción.

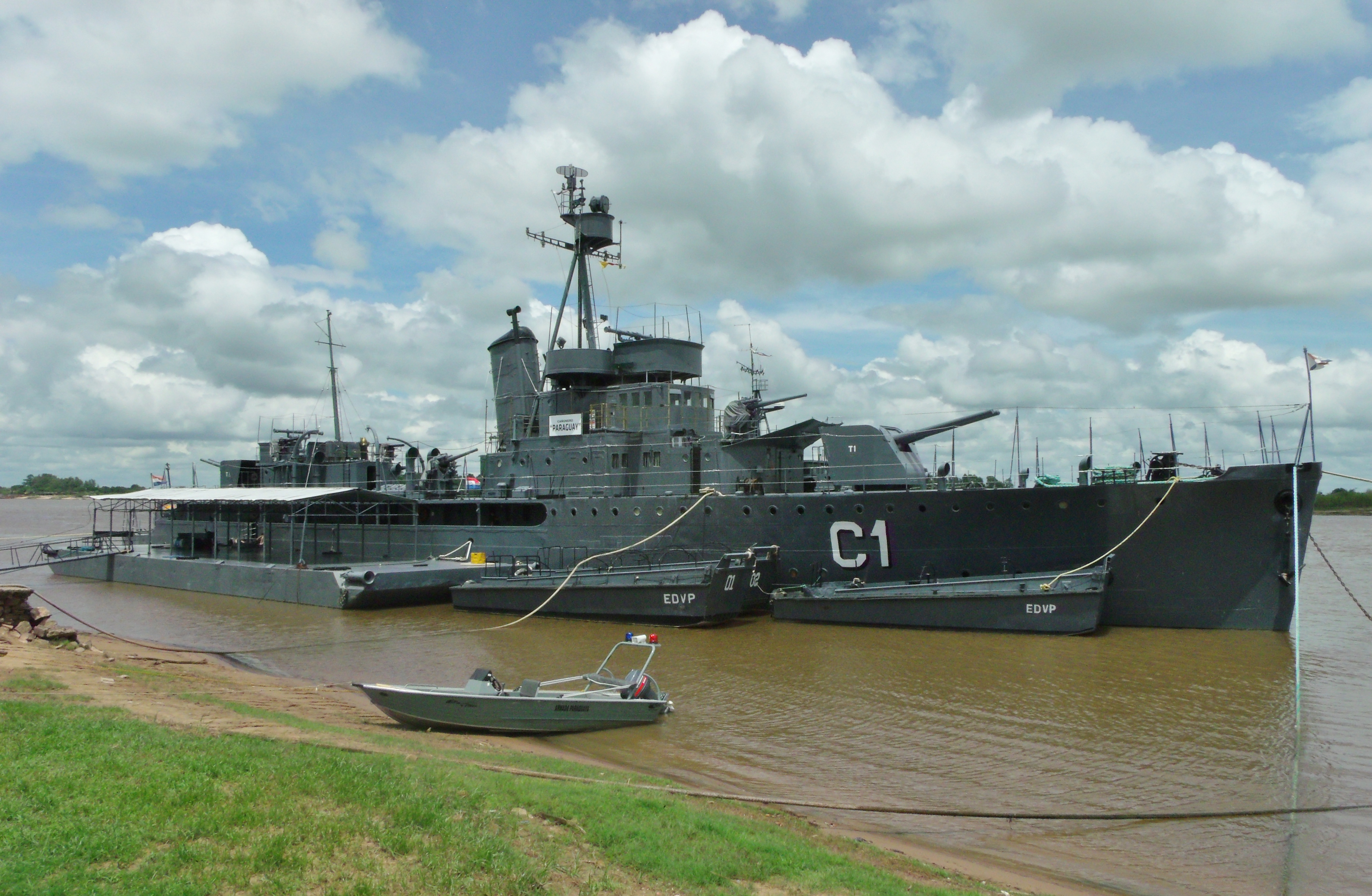
Ammiraglia della marina paraguaiana ARP C-1 Paraguay.

### Turkmenistan
Benché sia uno Stato senza sbocco al mare, il Turkmenistan creò una propria forza navale militare nel 2009 (a partire da una preesistente guardia costiera creata all'indomani dell'indipendenza nel 1991) per pattugliare la sua linea costiera affacciata sul Mar Caspio, ricca di materie prime. Tensioni con i suoi vicini circa la delimitazione dei confini navali nel Caspio portarono il Turkmenistan a varare negli anni 2010 un importante programma di acquisizione di nuove unità da combattimento costruite in Russia e Turchia, incrementando rapidamente la consistenza delle proprie Forze navali fino a renderle tra le più potenti del bacino dopo quelle russe.
 Al 2022 le Forze navali del Turkmenistan hanno circa 2000 effettivi in servizio permanente, a queste forze si affianca poi una brigata di fanteria con addestramento alla guerra anfibia, creata nel 2011. Quartier generale e base principale della marina è il porto di Türkmenbaşy, con un punto di appoggio secondario presso l'isola di Ogurja Ada. Un'accademia navale turkmena è stata aperta a Türkmenbaşy nel 2015.

## Stati senza sbocco sul mare con unità marittime non indipendenti
Altri Paesi gestiscono flottiglie senza effettivamente istituire una marina indipendente: il comando sarà quindi affidato ad una forza di polizia od all'esercito.
Burundi  – La Forza di difesa nazionale del Burundi dispone di un'unità marina sul Lago Tanganica.
Repubblica Centrafricana – Le Forze Armate centrafricane mantengono una piccola forza anfibia denominata Secondo Battaglione delle Forze Terrestri sul fiume Ubangi, un affluente del fiume Congo. Ciò in virtù del fatto che l'Ubangi, oltre a delimitare il confine del Paese con la Repubblica Democratica del Congo rappresenta un'importante via di trasporto per il Paese. La formazione ed addestramento di tali unità anfibie è avvenuta anche nell'ambito della collaborazione con le forze armate francesi.
Etiopia  – L'Etiopia istituì una marina militare nel 1955, ma diventò un paese senza sbocco sul mare dopo l'indipendenza dell'Eritrea nel 1991. La marina etiope sopravvisse fino al 1996, operando da porti stranieri. Oggi, la polizia etiope gestisce la sicurezza sul lago Tana e sulla Grand Ethiopian Renaissance Dam (GERD); la formazione di tali unità rientra nell'accordo di prevenzione e contrasto della criminalità internazionale con le forze di polizia italiane.
Ungheria – L'Esercito Ungherese gestisce uno dei battaglioni di navi da guerra più pesanti e qualificati dell'Europa centro-orientale: in Ungheria si eseguono addestramenti ed esercitazioni delle forze militari fluviali dei Paesi NATO. La base navale ha sede nel porto del quartiere Újpest a Budapest, sul fiume Danubio. Negli anni 2000 l'esercito ha acquistato nuovi dragamine ed ha restaurato o ritirato quelli vecchi.
Malawi  – Le Forze Armate del Malawi mantengono una piccola Marina sul lago Malawi. Le unità navali più recenti sono di produzione cinese.
Mali  – Le Forze armate maliane mantengono una piccola forza di pattugliamento fluviale come parte dell'esercito.
Ruanda – La Forza di Difesa del Ruanda e la Polizia ruandese gestiscono imbarcazioni sul lago Kivu, tra il Ruanda e la Repubblica Democratica del Congo. Furono coinvolte nella seconda guerra del Congo.
Serbia – L'Esercito Serbo gestisce una flottiglia fluviale composta da dragamine, motovedette e mezzi da sbarco sui fiumi Danubio, Tibisco e Sava.
Svizzera  – L'Esercito svizzero gestisce motovedette della classe Aquarius sul Lago di Ginevra, sul Lago Maggiore, sul Lago dei Quattro Cantoni, sul Lago di Lugano e sul Lago di Costanza, con a bordo la 10ª Compagnia di motoscafi del Corpo del Genio.

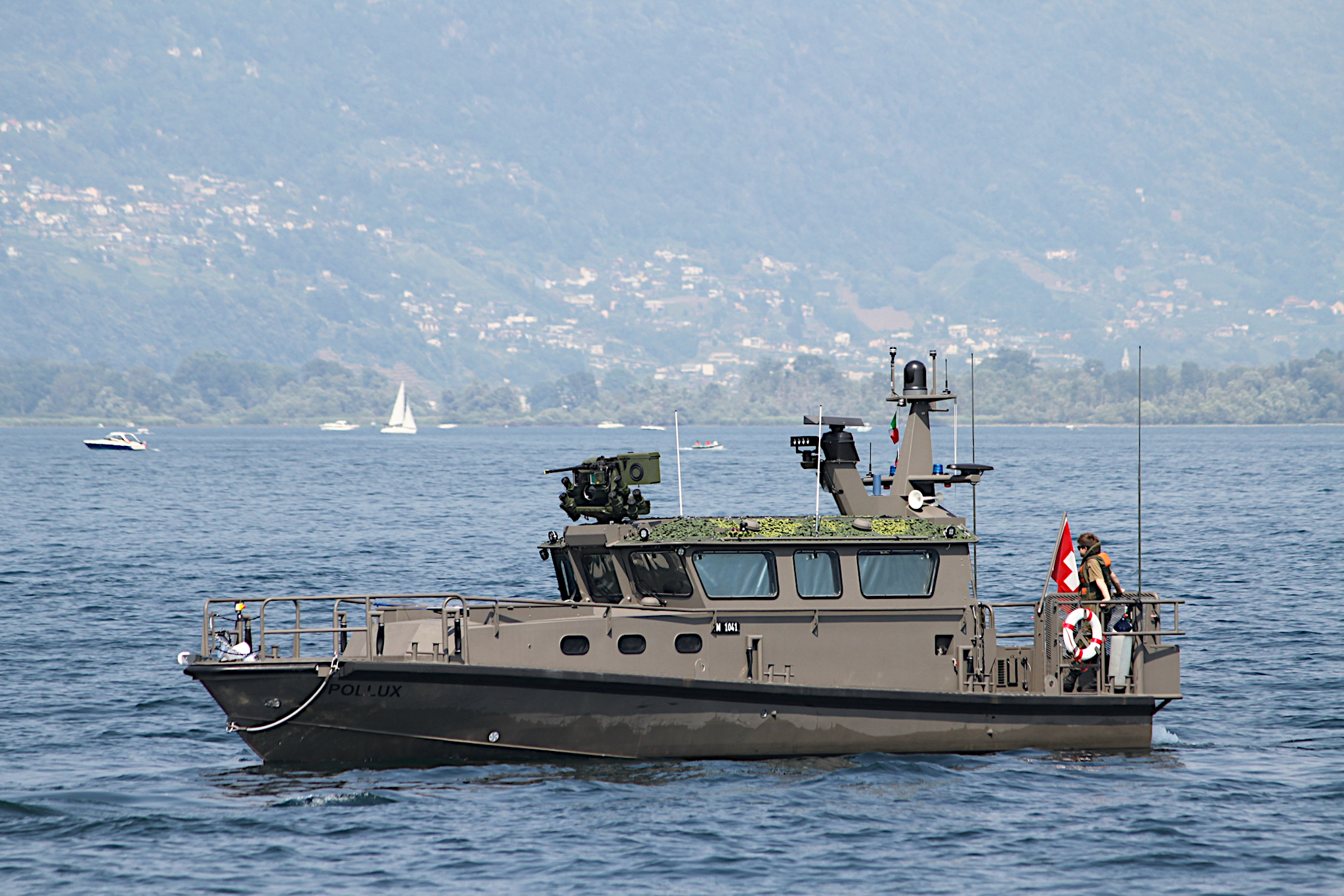
Motovedetta di classe 16 della flottiglia dei laghi svizzeri.

Uganda – La Forza di Difesa Popolare dell'Uganda gestisce motovedette per il pattugliamento del Lago Vittoria, con base ad Entebbe.
Uzbekistan – Le Forze armate uzbeke ed in particolare le Truppe di frontiera del Servizio di sicurezza dello Stato gestiscono una forza fluviale, composta da cannoniere ed altre imbarcazioni sul fiume Amu Darya.